# Humaitá (Bolivia)
Humaitá es una localidad de Bolivia, ubicada en la región de la Amazonía. Administrativamente se encuentra en el municipio de Ingavi de la provincia de Abuná en el departamento de Pando.
El pueblo se encuentra a una altitud de 140 m s. n. m., a la izquierda, margen norte del río Orthon, afluente izquierdo del río Beni. Antiguamente fue una barraca durante la Fiebre del caucho, a principios del siglo XX.

## Geografía
Humaitá está ubicada en la parte boliviana de la cuenca del Amazonas en el extremo norte del país.
La temperatura promedio promedio de la región es de 26 °C y fluctúa sólo ligeramente entre 25 °C en mayo y 27-28 °C de diciembre a febrero. La precipitación anual es de aproximadamente 1300 mm, con una estación seca pronunciada de junio a agosto con precipitaciones mensuales inferiores a 20 mm y un período de humedad de diciembre a enero con precipitaciones mensuales superiores a los 200 mm.

## Transporte
Humaitá se ubica a una distancia de unos 260 kilómetros en línea recta al este de Cobija, la capital departamentamental.
No se puede llegar a Humaitá por tierra desde Cobija por caminos pavimentados. La ciudad está ubicada directamente en la orilla norte del río Orthon, que fluye en dirección este y desemboca en el río Beni.
Humaitá cuenta con un aeródromo sin pavimentar de 750 metros de largo y también está conectado con la localidad de Ingavi a través de una carretera de tierra de 70 km de largo, que es parte de la Ruta 104. Otro camino conduce al norte, cruza el río Negro después de 14 km y conduce a Reserva pasando por Democracia, a 37 km.

## Demografía
La población de la localidad casi se duplicó en la década entre los dos últimos censos:
| Año  | Habitantes | Fuente |
| ---- | ---------- | ------ |
| 1992 | -          | Censo  |
| 2001 | 299        | Censo  |
| 2012 | 554        | Censo  |